# NGC 4174
NGC 4174 (również UGC 7206, HCG 61D lub PGC 38906) – galaktyka spiralna (S0-a), znajdująca się w gwiazdozbiorze Warkocza Bereniki. Odkrył ją William Herschel 11 kwietnia 1785 roku. Należy do galaktyk Seyferta typu 2.

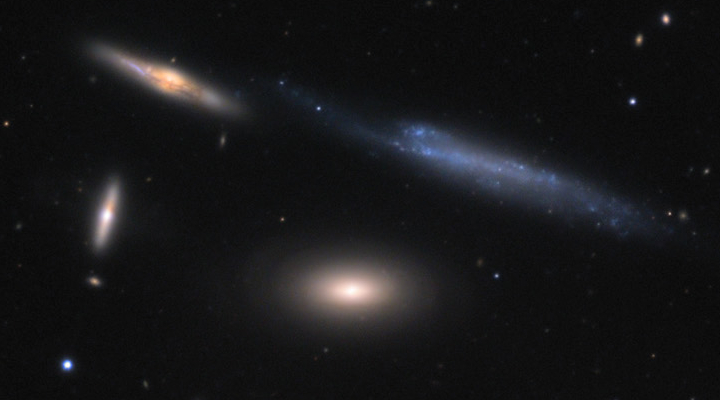
Grupa Hickson 61, NGC 4174 to galaktyka z lewej w środku (Mount Lemmon SkyCenter)

Wraz z NGC 4169, NGC 4173 i NGC 4175 wchodzi w skład zwartej grupy galaktyk Hickson 61 (HCG 61) w katalogu Paula Hicksona.